# Římskokatolická farnost Rancířov
Římskokatolická farnost Rancířov je územní společenství římských katolíků v rámci telčského děkanství brněnské diecéze s farním kostelem Nanebevzetí Panny Marie.

## Sídlo farnosti
Sídlem farnosti v okrese Jindřichův Hradec je malá obec Rancířov s farním kostelem z roku 1209 zasvěceným Nanebevzetí Panny Marie a barokní farou z roku 1689. Fara byla od donace Smilem z Bílkova staletým místem působení bratrů premonstrátů patronátního kláštera v Gerasu. Historické události na přelomu 20. století značně ovlivnily nejen život farnosti a farníků, premonstrátských řeholníků, ale i kulturní, hospodářský a duchovní život celé spádové oblasti, která si přesto uchovala genius loci.

## Historie farnosti

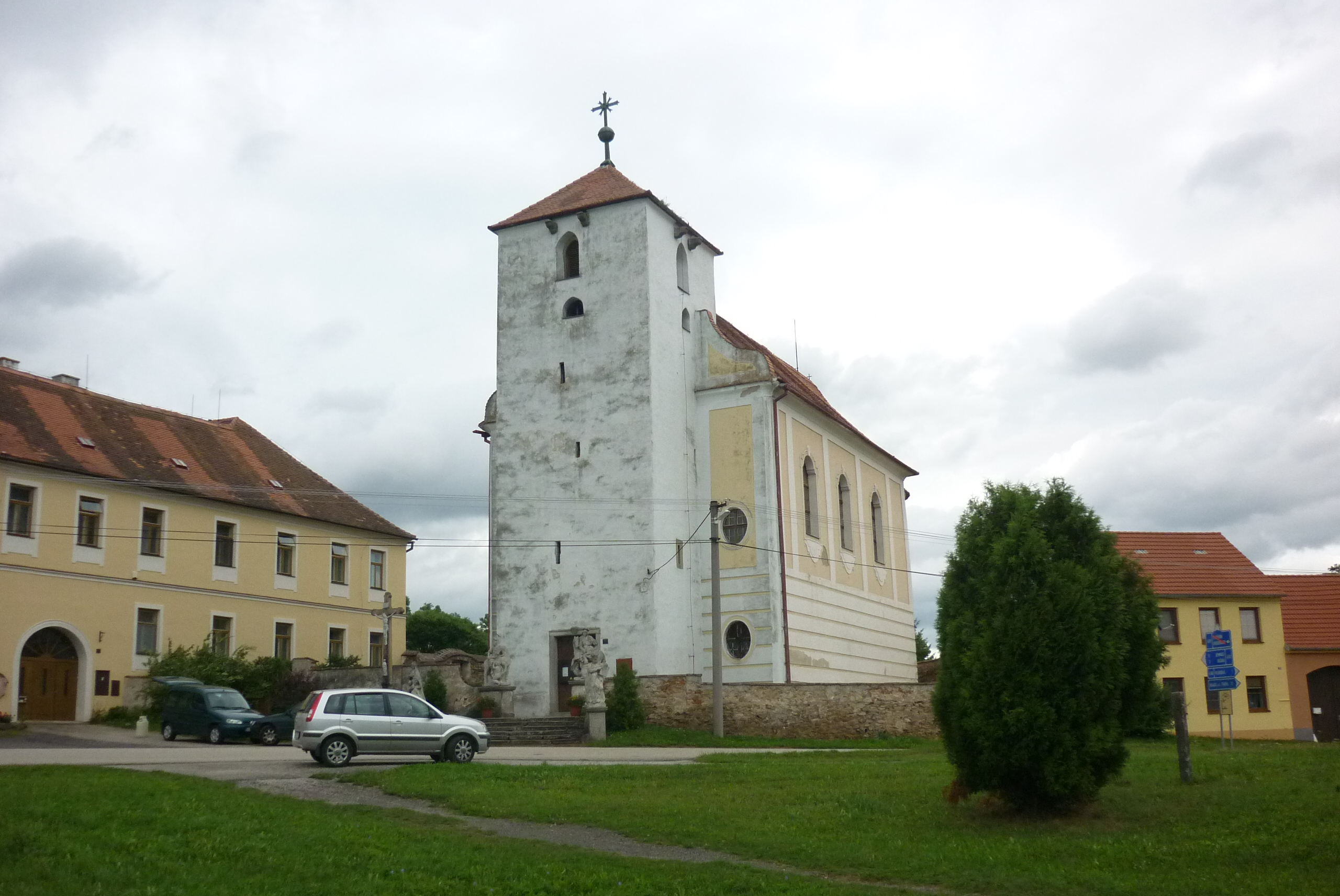

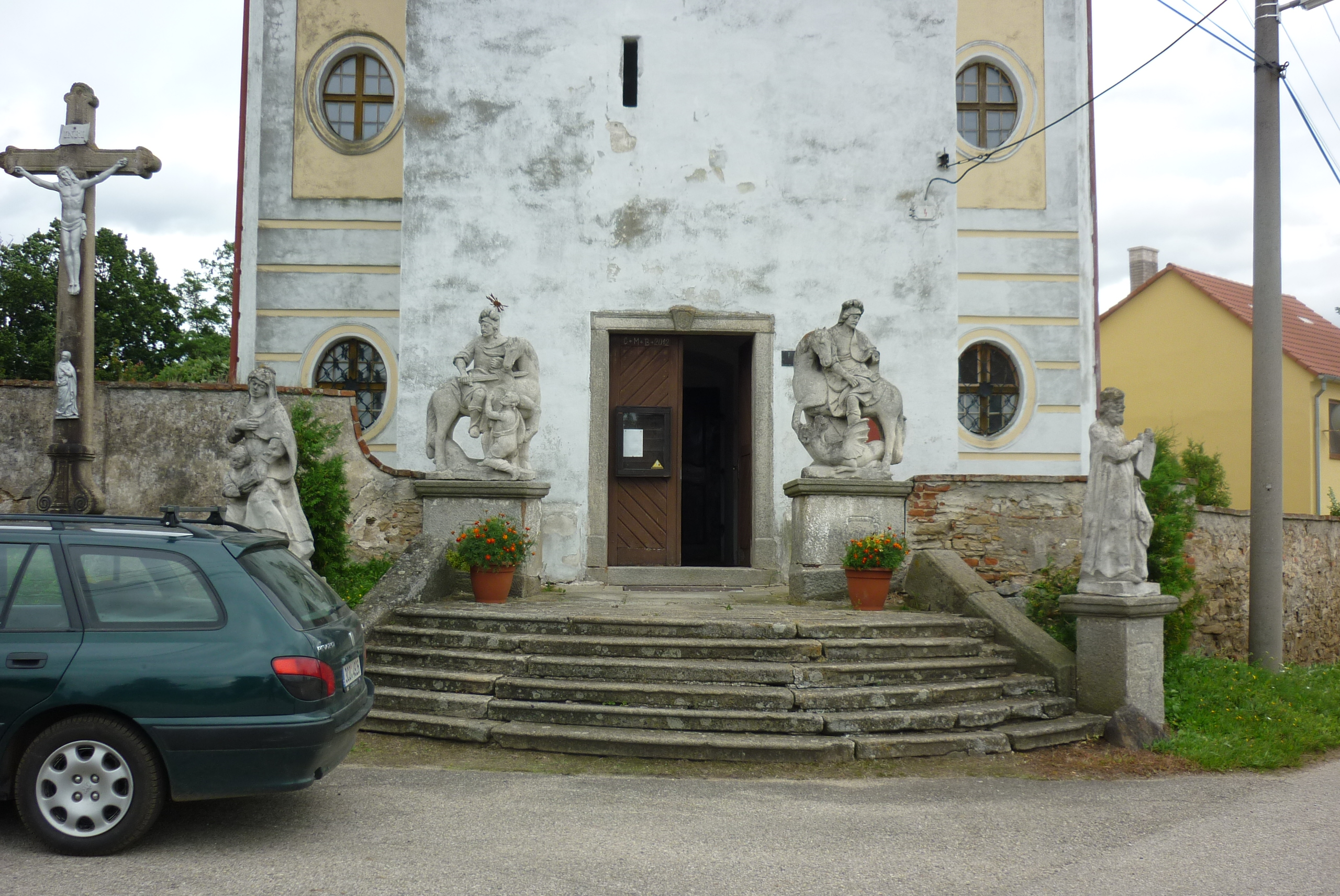

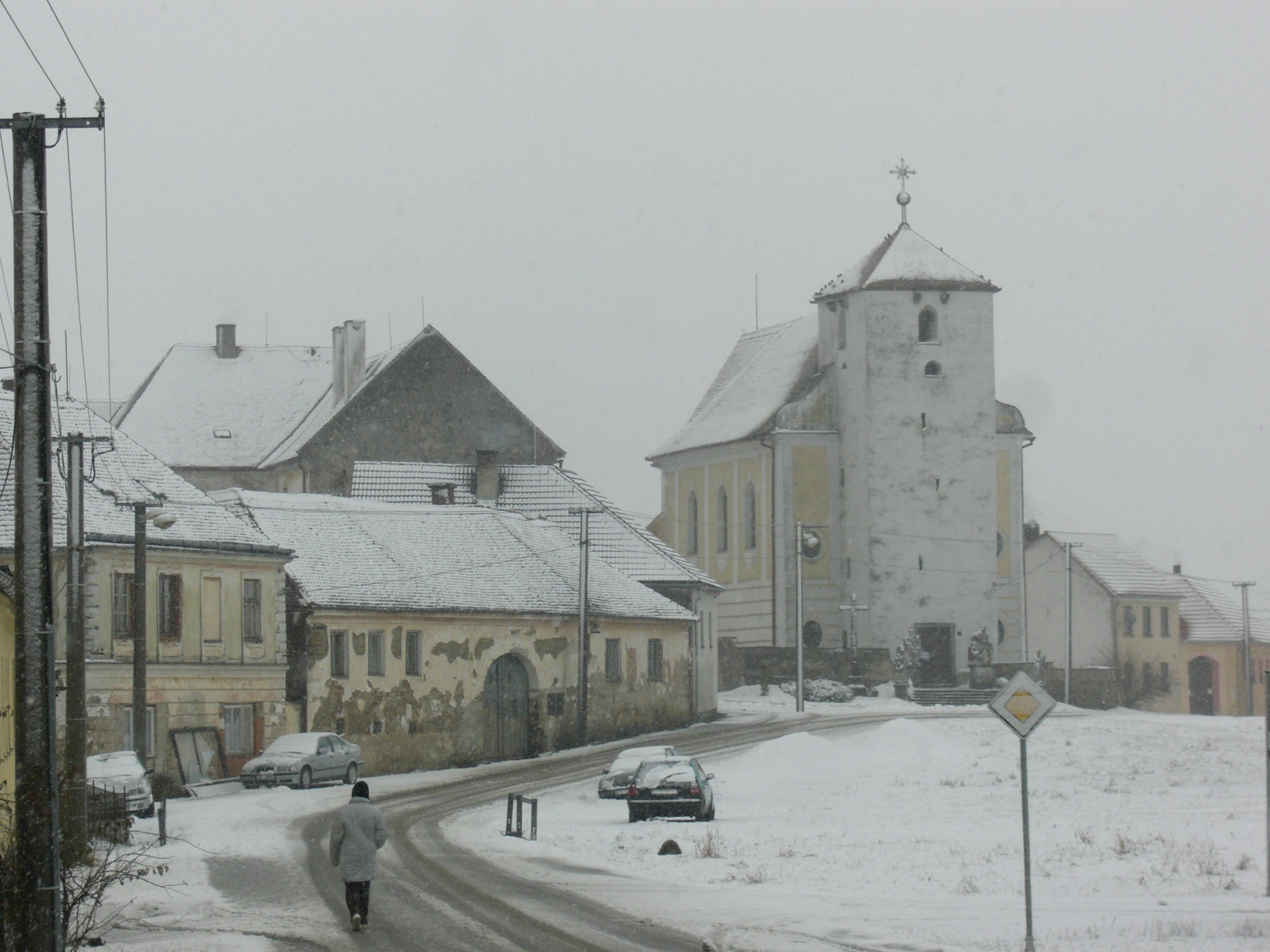

Podle dochovaných dokumentů kláštera v Gerasu bylo území, které se rozkládalo po obou stranách dnešní hranice mezi Českou republikou a Rakouskem, v roce 1188 přenecháno biskupem z Pasova Theobaldem hrabětem z Bergu s petičním právem nad třemi kostely vsí Waltchirchen (Waldkirchen an der Thaya), Chirchperch (Niklasberg an der Thaya) a Fistriz (Nová Bystřice)“ Wichardu z Wichartslagu z rodu Kueringů. Kuenringové ze Zöbingu-Weikertschlagu byli ministeriálové hrabat z Perneggu-Drossendorfu.
Jejich úkolem bylo podporovat misijní práci a získávání půdy západním a severním směrem. Prvním krokem mělo být nejprve zřízení farního kostela na předkřesťanských oltářních místech. Klášteru v Gerasu a ženskému v Perneggu byla svěřena oblast jistého kněze Bertholda, jehož farnost sahala od vsi Rappolz přes Weikertschlag až ke Grossau. V roce 1251 přibylo území farnosti Fratting (Vratěnín) darované Wichardem z Tyrnau, pravděpodobně rodinným pokračovatelem kuerindské kolonizace. V roce 1257 následovala ves Ranzen (Rancířov) donací Smila z Bílkova.
Na místě dnešního kostela snad stával dřevěný kostelík přebudovaný v raně gotický opevněný kostel. Po velkém požáru, kdy se zachovala jen uhořelá věž a kaple přistavěná v 16. století, premonstráti postupem času vybudovali pozdně barokní kostel s farou a přilehlým hospodářstvím. Od roku 1257 až do roku 1946 zde působili premonstráti geraského kláštera. Poté farnost nějaký čas spravovali premonstráti z Nové Říše.

## Duchovní správci
Jmenný přehled duchovních správců v Rancířově je dochován od začátku 14. století. Administrátorem excurrendo je od 1. června 2000 R. D. Mons. Mgr. Josef Brychta z Jemnice.

## Bohoslužby
| Kostel                  | Místo    | Bohoslužba (den) | Hodina | Poznámka     |
| ----------------------- | -------- | ---------------- | ------ | ------------ |
| Nanebevzetí Panny Marie | Rancířov | neděle           | 16.30  | farní kostel |

## Aktivity ve farnosti
Dnem vzájemných modliteb farností za bohoslovce a bohoslovců za farnosti brněnské diecéze je 22. listopad. Adorační den připadá na 31. ledna.
Od roku 2000 je fara sídlem pastoračního centra pro farnosti Budkov, Jemnice a Rancířov. Pro děti a mládež jsou zde pořádány letní tábory, víkendová setkání a další pastorační programy.